# Bull Durham
Bull Durham is een Amerikaanse filmkomedie uit 1988 onder regie van Ron Shelton.

## Verhaal
Crash was vroeger een succesvolle honkbalspeler. Hij wordt naar de Durham Bulls gehaald, waar hij vooral de getalenteerde Nuke zal trainen. Die is meer geïnteresseerd in de mooie Annie dan in honkbal.

## Rolverdeling
| Acteur          | Personage                  |
| --------------- | -------------------------- |
| Kevin Costner   | "Crash" Davis              |
| Susan Sarandon  | Annie Savoy                |
| Tim Robbins     | Ebby Calvin "Nuke" LaLoosh |
| Trey Wilson     | Joe Riggins                |
| Robert Wuhl     | Larry Hockett              |
| William O'Leary | Jimmy                      |
| David Neidorf   | Bobby                      |
| Danny Gans      | Deke                       |
| Tom Silardi     | Tony                       |
| Jenny Robertson | Millie                     |